# Karl Serlachius
Karl Serlachius, född omkring 1693, död 1754 eller 1755, var en svensk vitterhetsidkare. Han var brorson till Johannes Serlachius.
Serlachius vistades någon tid i Göteborg, sedan i Hamburg och slutligen i Stockholm, där han uppehöll sig som "hovrättsadvokat". Han utgav några medelmåttiga diktsamlingar i den lohensteinska skolans stil.